# Dél-amerikai csörgő réce

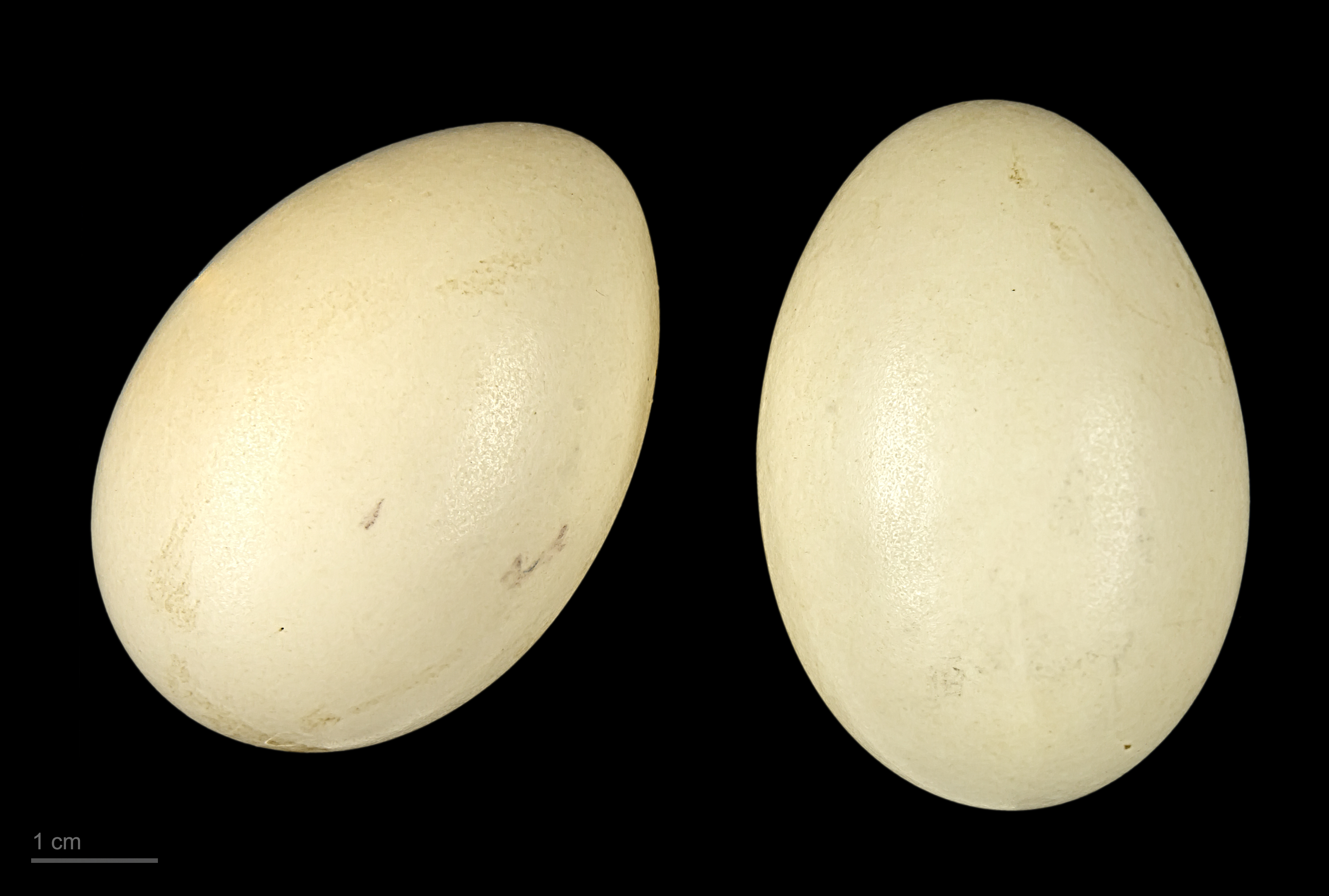
Anas flavirostris oxyptera

A dél-amerikai csörgő réce (Anas flavirostris) a madarak osztályának lúdalakúak (Anseriformes)  rendjébe és a récefélék (Anatidae) családjába tartozó faj.

## Előfordulása
Argentína, Bolívia, Brazília, Chile, a Falkland-szigetek, Paraguay, Peru, Déli-Georgia és Déli-Sandwich-szigetek és Uruguay területén honos. Élőhelye az édes vízi mocsarak.

## Alfajai
- Anas flavirostris altipetens
- Anas flavirostris andium
- Anas flavirostris oxyptera
- Anas flavirostris flavirostris